# Temporada do Grêmio Foot-Ball Porto Alegrense de 2022
O Grêmio Foot-Ball Porto Alegrense em 2022 disputou a Série B do Campeonato Brasileiro, além de também ter disputado o Campeonato Gaúcho, a Copa do Brasil e a Recopa Gaúcha.
A estreia na temporada ocorreu em 26 de janeiro, contra o Caxias, pelo campeonato estadual, em partida que registrou vitória do Grêmio.

## Preparação para a temporada

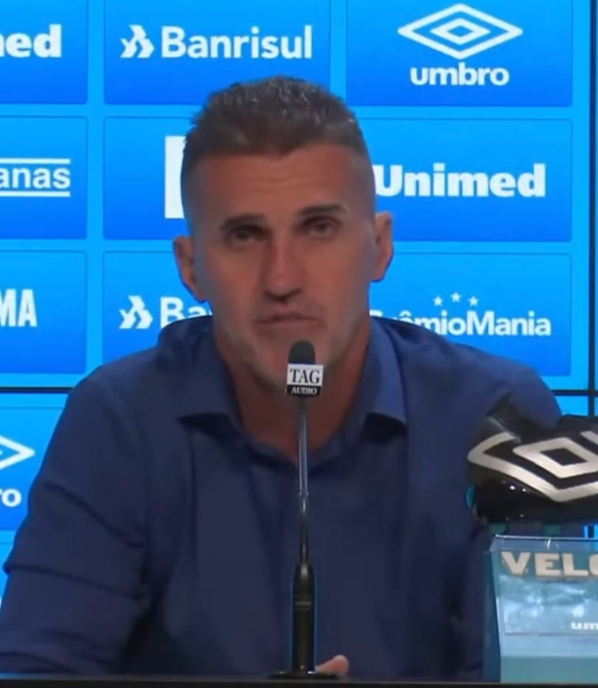
Vagner Mancini, treinador do grupo principal do Grêmio no início da temporada, em entrevista coletiva em 2021

### Grupo de transição
O grupo de transição do Grêmio, composto por atletas não vinculados ao elenco principal, a maioria com até vinte e um anos, e treinado por Cesar Lopes, apresentou-se em 3 de janeiro. Esses atletas disputarão as partidas iniciais do Campeonato Gaúcho. Três jogos-treinos foram realizados durante a preparação do grupo, todos no Centro de Treinamentos Hélio Dourado. O time venceu São José, por quatro a dois, perdeu por um a zero para o Próspera e ganhou do Novo Hamburgo, por três a zero.

### Grupo principal
O grupo principal retornou de férias em 10 de janeiro, sem oito atletas diagnosticados com COVID-19. A pré-temporada do elenco foi planejada para durar trinta dias, ao contrário de 2021, quando, por causa de remanejamentos de calendário, o clube não realizou esse período preparatório. Ela ocorre no CT Hélio Dourado, em Eldorado do Sul, uma vez que o CT Luiz Carvalho está com os gramados interditados para reforma.
Logo nos primeiros dias da pré-temporada, Jhonata Robert sofreu uma ruptura do ligamento cruzado anterior do joelho esquerdo e precisou ficar afastado dos jogos por cerca de seis meses.

## Resumo da temporada
O grupo de transição realizou as duas primeiras partidas do clube no Campeonato Gaúcho, em 26 e 29 de janeiro. Na primeira, venceu o Caxias por dois a um, na Arena, e, na segunda, empatou com o Brasil, de Pelotas, por um a um, no estádio Bento Freitas. Dos atletas que integram este grupo, Elias, Rildo, Bitello, Pedro Lucas, Felipe Scheibig e Heitor foram integrados ao grupo principal após os dois jogos.
Em 28 de janeiro, foi anunciada a renovação de contrato do atacante Aldemir Ferreira, até o final de 2024. Ele vestirá a camisa de número dez, que na temporada anterior fora de Douglas Costa.
Em 23 de outubro, o Grêmio venceu o Náutico por três a zero, no estádio dos Aflitos, e conquistou o acesso matemático à Série A a duas rodadas do término da Segunda Divisão.

## Elenco e comissão técnica
Elenco
Comissão técnica
 Última atualização: 1 de setembro de 2022.

| Nome               | Cargo                 | Nome                    | Cargo                  |
| ------------------ | --------------------- | ----------------------- | ---------------------- |
| Renato Portaluppi  | Treinador             |                         | Coordenador técnico    |
| Alexandre Mendes   | Auxiliar técnico      | Felipe Coimbra          | Fisioterapeuta         |
|                    | Auxiliar técnico      | Gustavo Pacheco Cardoso | Fisioterapeuta         |
| Reverson Pimentel  | Preparador físico     | Henrique Valente        | Fisioterapeuta         |
| Mauri Lima         | Treinador de goleiros | Ingrael do Amaral       | Fisioterapeuta         |
| Lucas Oliboni      | Médico                | Eduardo Dietrich        | Fisiologista           |
| Márcio Dornelles   | Médico                | Giovanni Ramirez        | Fisiologista           |
| Paulo Rabaldo      | Médico                | Gustavo Somavilla       | Analista de desempenho |
| Bruno Guerra       | Nutricionista         | Paulo Timm              | Analista de desempenho |
| Guilherme Oliveira | Nutricionista         | Lucas Sacchet           | Analista de mercado    |

## Transferências
Após o rebaixamento para a Série B, a direção do Grêmio manifestou a intenção de reduzir a folha salarial de 14 milhões de reais para a metade deste valor. Até a última semana de janeiro, o pagamento mensal aos atletas somava R$ 10 milhões. Além disso, com menos receitas, o diretor-executivo de futebol do clube, Diego Cerri, afirmou que o tipo de contratações mudaria, com preferência a empréstimos e negócios com baixos valores envolvidos.

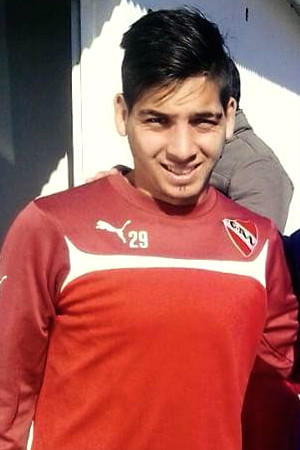
Martín Benítez, contratado por empréstimo do Independiente, em foto de 2015

### Contratações
Até o dia da reapresentação do grupo, o clube havia confirmado cinco contratações. Quatro delas ocorreram em dezembro de 2021: o zagueiro Bruno Alves e o lateral direito Orejuela, este em sua segunda passagem pelo clube, emprestados pelo São Paulo; o lateral esquerdo Nicolas, contratado também por empréstimo, do Athletico Paranaense; e o ponta-direita Janderson, emprestado pelo Corinthians, que atuara pelo Atlético Goianiense na temporada anterior. No mesmo mês, o centroavante Diego Souza, cujo contrato a direção havia afirmado que não renovaria depois do Campeonato Brasileiro, teve o seu vínculo estendido por mais um ano.
Em janeiro de 2022, o Grêmio contratou mais um jogador por empréstimo: o meia argentino Martin Benítez, do Independiente, que atuara no São Paulo no ano anterior. Uma cláusula em seu contrato que obriga a compra dos direitos do atleta caso ele atue em mais de 60% das partidas no ano. Em julho, o atleta teve o seu empréstimo repassado ao América Mineiro.

###### Retornos de empréstimos
Cinco atletas retornaram de empréstimo e integram, em janeiro de 2022, o grupo de transição do Grêmio. O lateral direito Felipe Albuquerque, o volante Matheus Frizzo, os meias Rildo e Patrick e o atacante Guilherme Azevedo, que haviam atuado, respectivamente, por Ponte Preta, Botafogo, Brasil de Pelotas e Coritiba. O volante Michel, emprestado ao Vasco da Gama, também retornou, mas para integrar o grupo principal. O goleiro Phelipe Megiolaro também retornou do seu empréstimo ao FC Dallas, mas até 14 de janeiro, não havia sido integrado ao grupo de jogadores.

### Saídas
No início de novembro, o lateral-direito Victor Ferraz, não utilizado, teve rescindido o seu contrato, que terminaria em dezembro, por sua sua solicitação. No final do mês, a direção do clube afastou sete atletas do plantel principal, liberando-os para férias antecipadas. Destes, Leo Pereira e Luiz Fernando não tiveram seus contratos de empréstimo renovados, retornando, respectivamente, a Ituano e Botafogo. Pereira acertou novo empréstimo, no ano seguinte, para o Atlético Goianiense. Em 2022, o atacante Everton Cardoso foi emprestado ao Cuiabá, enquanto o zagueiro Paulo Miranda acertou empréstimo para o Juventude.
Outro jogador entre os afastados, Jean Pyerre teve seu empréstimo ao Athletico Paranaense dado como certo, mas rejeitou a proposta do clube curitibano. Posteriormente, o meia recebeu proposta de empréstimo do Giresunspor, da Turquia, com os salários pagos pelo clube do Oriente Médio. A negociação foi confirmada depois que o atleta renovou o contrato com o Grêmio até o final de 2024, no final de janeiro. Pelo acordo, ele iria permanecer no clube turco até metade de 2023 e o clube turco teria duas opções de compra, em 2022 e no ano seguinte. Mas enquanto estava fazendo exames na Turquia, o atleta foi diagnosticado com um tumor benigno no testículo e teve que voltar para Porto Alegre para fazer a cirurgia de retirada do tumor. Já quando estava de volta ao Brasil, o Giresunspor cancelou a transferência por empréstimo. Em 11 de abril, Jean foi emprestado ao Avaí.
Os laterais Rafinha e Bruno Cortez, este no clube desde 2017, não tiveram seus contratos renovados. O primeiro foi contratado pelo São Paulo, mesmo destino do ponta Alisson, muito criticado pela torcida em 2021, que teve seu contrato rescindido. O centroavante colombiano Miguel Borja não teve seu empréstimo renovado e foi vendido pelo Palmeiras ao Junior Barranquilla.
O zagueiro Ruan também deixou o clube, para se apresentar ao clube italiano Sassuolo, com o qual havia sido negociado na metade do ano anterior. Outro atleta a sair foi o jovem lateral-direito Vanderson, que se vinculou ao Monaco, em acordo que girou em torno de 11 milhões de euros.
O volante Darlan foi emprestado ao Juventude até o final de 2022, mesmo destino de Paulo Miranda. O atacante Isaque, que estava emprestado ao América Mineiro durante parte de 2021, foi emprestado novamente, desta vez ao Vasco da Gama. Juninho Capixaba, lateral-esquerdo que estava no Bahia por empréstimo no ano anterior, foi para o Fortaleza, também por empréstimo. O meio-campista Patrick, emprestado ao Brasil de Pelotas na temporada anterior, foi outro atleta novamente emprestado; no seu caso, ao Santa Clara, de Portugal.
No final de janeiro, depois de muitas negociações, o clube acertou a rescisão do contrato de empréstimo com Douglas Costa, que retornou à Juventus. Pelo acordo, o Grêimio pagará pouco mais de sete milhões de reais ao atleta, em 48 parcelas.
Entre os atletas contratados para a disputa da Série B, Elkeson foi o primeiro a confirmar que não seguiria no clube depois do término de seu contrato.

### Lista de transferências

#### Contratações
| Jogador            | Posição          | Tipo de transação     | Clube anterior       | Ref.   |
| ------------------ | ---------------- | --------------------- | -------------------- | ------ |
| Phelipe Megiolaro  | Goleiro          | Retorno de empréstimo | Dallas               | [ 26 ] |
| Felipe Albuquerque | Lateral-direito  | Retorno de empréstimo | Ponte Preta          | [ 24 ] |
| Matheus Frizzo     | Volante          | Retorno de empréstimo | Botafogo             | [ 24 ] |
| Michel             | Volante          | Retorno de empréstimo | Vasco da Gama        | [ 25 ] |
| Rildo              | Atacante         | Retorno de empréstimo | Brasil de Pelotas    | [ 24 ] |
| Guilherme Azevedo  | Atacante         | Retorno de empréstimo | Coritiba             | [ 24 ] |
| Nicolas            | Lateral-esquerdo | Empréstimo            | Athletico Paranaense | [ 18 ] |
| Luis Orejuela      | Lateral-direito  | Empréstimo            | São Paulo            | [ 17 ] |
| Bruno Alves        | Zagueiro         | Empréstimo            | São Paulo            | [ 16 ] |
| Janderson          | Atacante         | Empréstimo            | Corinthians          | [ 19 ] |
| Martín Benítez     | Meio-campista    | Empréstimo            | Independiente        | [ 22 ] |
| Lucas Leiva        | Volante          | Fim de contrato       | Lazio                | [ 50 ] |
| Guilherme          | Atacante         | Fim de contrato       | Al-Faisaly           | [ 51 ] |
| Edílson            | Lateral-direito  | Fim de contrato       | Sem clube            | [ 52 ] |

#### Saídas
| Jogador           | Posição          | Tipo de transação      | Clube posterior      | Ref.   |
| ----------------- | ---------------- | ---------------------- | -------------------- | ------ |
| Rafinha           | Lateral-direito  | Fim de contrato        | São Paulo            | [ 20 ] |
| Bruno Cortez      | Lateral-esquerdo | Fim de contrato        | Sem clube            | [ 20 ] |
| Victor Ferraz     | Lateral-direito  | Rescisão contratual    | Sem clube            | [ 27 ] |
| Léo Pereira       | Atacante         | Retorno de empréstimo  | Ituano               | [ 29 ] |
| Luiz Fernando     | Atacante         | Retorno de empréstimo  | Botafogo             | [ 28 ] |
| Isaque            | Atacante         | Empréstimo             | Vasco da Gama        | [ 44 ] |
| Alisson           | Atacante         | Rescisão contratual    | São Paulo            | [ 53 ] |
| Miguel Borja      | Centroavante     | Retorno de empréstimo  | Palmeiras            | [ 40 ] |
| Ruan              | Zagueiro         | Em definitivo          | Sassuolo             | [ 41 ] |
| Vanderson         | Lateral-direito  | Em definitivo          | Monaco               | [ 42 ] |
| Juninho Capixaba  | Lateral-esquerdo | Empréstimo             | Fortaleza            | [ 45 ] |
| Darlan            | Volante          | Empréstimo             | Juventude            | [ 43 ] |
| Paulo Miranda     | Zagueiro         | Empréstimo             | Juventude            | [ 31 ] |
| Éverton Cardoso   | Atacante         | Empréstimo             | Cuiabá               | [ 30 ] |
| Patrick           | Atacante         | Empréstimo             | Santa Clara          | [ 46 ] |
| Douglas Costa     | Atacante         | Rescisão de empréstimo | Juventus             | [ 47 ] |
| Jean Pyerre       | Meio-campista    | Empréstimo             | Avaí                 | [ 54 ] |
| Guilherme Azevedo | Atacante         | Empréstimo             | Criciúma             | [ 55 ] |
| Guilherme Guedes  | Lateral-esquerdo | Empréstimo             | Chapecoense          | [ 56 ] |
| Rildo             | Atacante         | Empréstimo             | Bahia                | [ 57 ] |
| Rildo             | Atacante         | Em definitivo          | Santa Clara          | [ 57 ] |
| Martín Benítez    | Meio-campista    | Repasse de empréstimo  | América Mineiro      | [ 23 ] |
| Luis Orejuela     | Lateral-direito  | Repasse de empréstimo  | Athletico            | [ 58 ] |
| Elias Manoel      | Atacante         | Empréstimo             | New York Red Bulls   | [ 59 ] |
| Ricardinho        | Atacante         | Empréstimo             | Atlético Goianiense  | [ 60 ] |
| Rodrigues         | Zagueiro         | Empréstimo             | San Jose Earthquakes | [ 61 ] |
| Matheus Frizzo    | Volante          | Rescisão contratual    | Tombense             | [ 62 ] |
| Michel            | Volante          | Rescisão contratual    | Operário (PR)        | [ 63 ] |
| Elkeson           | Atacante         | Fim de contrato        | Sem clube            | [ 49 ] |

## Competições

### Campeonato Gaúcho
A Federação Gaúcha de Futebol divulgou a tabela completa da competição em 12 de janeiro. O Tricolor vem de três títulos seguidos da competição.

#### Primeira fase
Tabela
| Pos | Equipes             | Pts | J  | V | E | D | GP | GC | SG  | %  | Classificação ou rebaixamento      |
| --- | ------------------- | --- | -- | - | - | - | -- | -- | --- | -- | ---------------------------------- |
| 1   | Ypiranga de Erechim | 21  | 11 | 6 | 3 | 2 | 17 | 8  | +9  | 64 | Classificados à fase final         |
| 2   | Grêmio              | 21  | 11 | 6 | 3 | 2 | 18 | 10 | +8  | 64 | Classificados à fase final         |
| 3   | Internacional       | 19  | 11 | 5 | 4 | 2 | 13 | 10 | +3  | 58 | Classificados à fase final         |
| 4   | Brasil de Pelotas   | 16  | 11 | 3 | 7 | 1 | 12 | 11 | +1  | 48 | Classificados à fase final         |
| 5   | Caxias              | 15  | 11 | 4 | 3 | 4 | 15 | 9  | +6  | 45 |                                    |
| 6   | São José-RS         | 15  | 11 | 4 | 3 | 4 | 10 | 10 | 0   | 45 |                                    |
| 7   | Novo Hamburgo       | 15  | 11 | 3 | 6 | 2 | 11 | 10 | +1  | 45 |                                    |
| 8   | Aimoré              | 14  | 11 | 4 | 2 | 5 | 9  | 11 | –2  | 42 |                                    |
| 9   | São Luiz            | 13  | 11 | 3 | 4 | 4 | 6  | 12 | –6  | 39 |                                    |
| 10  | Juventude           | 11  | 11 | 2 | 5 | 4 | 9  | 9  | 0   | 33 |                                    |
| 11  | União Frederiquense | 9   | 11 | 2 | 3 | 6 | 8  | 16 | –8  | 27 | Rebaixados para a Série A2 de 2023 |
| 12  | Guarany de Bagé     | 6   | 11 | 1 | 3 | 7 | 7  | 19 | –12 | 18 | Rebaixados para a Série A2 de 2023 |

Partidas
| 26 de janeiro 1ª rodada | Grêmio                          | 2 - 1     | Caxias              | Porto Alegre                                          |  |
| 19:00                   | Elias Manoel 31', 53' (pênalti) | Relatório | Heitor 74' (contra) | Estádio: Arena Público: 3 712 Árbitro: Leandro Vuaden |  |

| 29 de janeiro 2ª rodada | Brasil de Pelotas | 1 - 1     | Grêmio                     | Pelotas                                              |  |
| 16:30                   | Paulo Victor 80'  | Relatório | Elias Manoel 47' (pênalti) | Estádio: Bento Freitas Árbitro: Rafael Rodrigo Klein |  |

| 2 de fevereiro 3ª rodada | Grêmio                      | 2 - 1     | São José-RS | Porto Alegre                                                     |  |
| 16:30                    | Campaz 5' · Diego Souza 65' | Relatório | Bruno 48'   | Estádio: Arena Público: 9 035 Árbitro: Erico Andrade de Carvalho |  |

| 6 de fevereiro 4ª rodada | Grêmio                         | 2 - 0     | Guarany de Bagé | Porto Alegre                                                  |  |
| 19:30                    | Janderson 2' · Diego Souza 59' | Relatório |                 | Estádio: Arena Público: 8 599 Árbitro: Rodrigo Brand da Silva |  |

| 9 de fevereiro 5ª rodada | Aimoré     | 1 - 2     | Grêmio                                                | São Leopoldo        |  |
| 20:00                    | Wesley 60' | Relatório | Villasanti 78' · Rodrigues 87' · Gustavo Henrique 90' | Estádio: Cristo Rei |  |

| 13 de fevereiro 6ª rodada | Grêmio      | 1 - 1     | Juventude    | Porto Alegre                   |  |
| 19:00                     | Nicolas 90' | Relatório | Capixaba 81' | Estádio: Arena Público: 11 866 |  |

| 16 de fevereiro 7ª rodada | União Frederiquense                  | 3 - 1     | Grêmio                     | Frederico Westphalen |  |
| 19:00                     | Jender 25' · Eliomar 47' · Laion 70' | Relatório | Elias Manoel 29' (pênalti) | Estádio: Arena União |  |

| 19 de fevereiro 8ª rodada | Grêmio                                                              | 4 - 0     | São Luiz | Porto Alegre                   |  |
| 16:30                     | Diego Souza 11' · Rildo 16' · Nicolas 63' · Janderson 78' (pênalti) | Relatório |          | Estádio: Arena Público: 10 433 |  |

| 9 de março 9ª rodada | Internacional | 1 - 0     | Grêmio | Porto Alegre       |  |
| 19:00                | David 45+2'   | Relatório |        | Estádio: Beira-Rio |  |

| 5 de março 10ª rodada | Novo Hamburgo  | 1 - 1     | Grêmio            | Novo Hamburgo            |  |
| 16:30                 | Rondinelli 27' | Relatório | Gabriel Silva 85' | Estádio: Estádio do Vale |  |

| 12 de março 11ª rodada | Grêmio                   | 2 - 0     | Ypiranga de Erechim  | Porto Alegre                  |  |
| 16:30                  | Campaz 26' · Bitello 64' | Relatório | Jefferson Victor 77' | Estádio: Arena Público: 8 403 |  |

Semifinais
| 19 de março Semifinal (ida) | Internacional | 0 - 3     | Grêmio                                                     | Porto Alegre       |  |
| 16:30                       |               | Relatório | Elias Manoel 11' · Bitello 23' · Diego Souza 72' (pênalti) | Estádio: Beira-Rio |  |

| 23 de março Semifinal (volta) | Grêmio         | 0 - 1 (3 - 1 agr.) | Internacional                   | Porto Alegre                   |  |
| 22:15                         | Ferreira 90+3' | Relatório          | Taison 64' · Bruno Méndez 90+3' | Estádio: Arena Público: 33 837 |  |

Finais
| 26 de março Final (ida) | Ypiranga de Erechim | 0 - 1     | Grêmio                      | Erechim                   |  |
| 16:30                   |                     | Relatório | Lucas Silva 90+3' (pênalti) | Estádio: Colosso da Lagoa |  |

| 2 de abril Final (volta) | Grêmio                            | 2 - 1 (3 - 1 agr.) | Ypiranga de Erechim | Porto Alegre                   |  |
| 16:30                    | Bruno Alves 45+1' · Rodrigues 76' | Relatório          | Erick 79'           | Estádio: Arena Público: 43 889 |  |

### Copa do Brasil
O sorteio dos jogos das duas primeiras fases da Copa do Brasil ocorreu em 17 de janeiro, na sede da Confederação Brasileira de Futebol (CBF). Já a definição sobre a data das partidas foi tomada no início de fevereiro.
Por conta de sua posição no Ranking da CBF, o Grêmio iniciará a competição atuando fora de casa, em jogo único, com a vantagem do empate para se classificar. O adversário sorteado foi o Mirassol, de São Paulo. Se passar, o clube enfrentará o vencedor da partida entre o paranaense Azuriz e Botafogo, de Ribeirão Preto.
A premiação pela participação na primeira fase é de R$ 1,15 milhão por disputar a partida e um adicional de R$ 1,35 milhão em caso de classificação.
Primeira fase
| 1 de março 1ª fase | Mirassol                                                            | 3 - 2     | Grêmio                            | Mirassol                                                      |  |
| 21:30              | Camilo 5' · Fabrício Daniel de Souza 30' · Fabinho 53' · Camilo 59' | Relatório | Diego Souza 19' · Bruno Alves 22' | Estádio: José Maria de Campos Maia Árbitro: Ramon Abatti Abel |  |

### Recopa Gaúcha
A Federação Gaúcha de Futebol divulgou a data da competição em 3 de maio.
Final
| 24 de maio Jogo único | Glória | 0 - 5     | Grêmio                                                                                  | Vacaria                                                 |  |
| 19:00                 |        | Relatório | Elkeson 7' · Campaz 45' (pênalti) · Janderson 62' · Jhonata Varela 67' · Ricardinho 80' | Estádio: Estádio Altos da Glória Árbitro: Roger Goulart |  |

### Campeonato Brasileiro de Futebol - Série B
A CBF divulgou a tabela completa da competição em 9 de dezembro. O Grêmio disputou a 2ª divisão do Brasileirão pela terceira vez em sua história.
Tabela
| Pos | Equipe         | Pts | J  | V  | E  | D  | GP | GC | SG  | Promovido ou rebaixado         |
| --- | -------------- | --- | -- | -- | -- | -- | -- | -- | --- | ------------------------------ |
| 1   | Cruzeiro (C)   | 78  | 38 | 23 | 9  | 6  | 57 | 26 | +31 | Promoção à Série A de 2023     |
| 2   | Grêmio         | 65  | 38 | 17 | 14 | 7  | 50 | 26 | +24 | Promoção à Série A de 2023     |
| 3   | Bahia          | 62  | 38 | 17 | 11 | 10 | 43 | 29 | +14 | Promoção à Série A de 2023     |
| 4   | Vasco da Gama  | 62  | 38 | 17 | 11 | 10 | 48 | 36 | +12 | Promoção à Série A de 2023     |
| 5   | Sampaio Corrêa | 58  | 38 | 16 | 10 | 12 | 48 | 42 | +6  |                                |
| 6   | Ituano         | 57  | 38 | 15 | 12 | 11 | 42 | 34 | +8  |                                |
| 7   | Sport          | 57  | 38 | 15 | 12 | 11 | 37 | 31 | +6  |                                |
| 8   | Criciúma       | 56  | 38 | 14 | 14 | 10 | 43 | 31 | +12 |                                |
| 9   | Londrina       | 53  | 38 | 14 | 11 | 13 | 36 | 37 | −1  |                                |
| 10  | Guarani        | 51  | 38 | 13 | 12 | 13 | 33 | 36 | −3  |                                |
| 11  | CRB            | 50  | 38 | 13 | 11 | 14 | 35 | 43 | −8  |                                |
| 12  | Ponte Preta    | 49  | 38 | 12 | 13 | 13 | 34 | 36 | −2  |                                |
| 13  | Vila Nova      | 47  | 38 | 9  | 20 | 9  | 28 | 31 | −3  |                                |
| 14  | Chapecoense    | 45  | 38 | 11 | 12 | 15 | 37 | 39 | −2  |                                |
| 15  | Tombense       | 45  | 38 | 10 | 15 | 13 | 38 | 47 | −9  |                                |
| 16  | Novorizontino  | 44  | 38 | 11 | 11 | 16 | 44 | 49 | −5  |                                |
| 17  | CSA            | 42  | 38 | 9  | 15 | 14 | 29 | 37 | −8  | Rebaixamento à Série C de 2023 |
| 18  | Brusque        | 34  | 38 | 8  | 10 | 20 | 21 | 38 | −17 | Rebaixamento à Série C de 2023 |
| 19  | Operário-PR    | 34  | 38 | 7  | 13 | 18 | 31 | 53 | −22 | Rebaixamento à Série C de 2023 |
| 20  | Náutico        | 30  | 38 | 8  | 6  | 24 | 32 | 65 | −33 | Rebaixamento à Série C de 2023 |

Partidas
Primeiro turno
| 9 de abril 1º rodada | Ponte Preta | 0 - 0     | Grêmio | Campinas                                                      |  |
| 16:30                |             | Relatório |        | Estádio: Moisés Lucarelli Árbitro: Paulo Roberto Alves Junior |  |

| 15 de abril 2º rodada | Grêmio | 0 - 1     | Chapecoense         | Porto alegre                                                |  |
| 19:00                 |        | Relatório | Matheus Bianqui 75' | Estádio: Arena Público: 23 500 Árbitro: Edina Alves Batista |  |

| 21 de abril 3º rodada | Grêmio                   | 3 - 1     | Guarani             | Porto alegre                                                        |  |
| 16:30                 | Diego Souza 2', 40', 60' | Relatório | Matheus Pereira 26' | Estádio: Arena Público: 22 649 Árbitro: André Luiz de Freias Castro |  |

| 27 de abril 4º rodada | Operário-PR | 0 - 1     | Grêmio           | Ponta Grossa                                                       |  |
| 19:00                 |             | Relatório | Elias Manoel 53' | Estádio: Estádio Germano Krüger Árbitro: Flávio Rodrigues de Souza |  |

| 30 de abril 5º rodada | Grêmio                                         | 2 - 0     | CRB | Porto alegre                                                     |  |
| 16:30                 | Elias Manoel 14' · Bitello 40' · Nicolas 90+1' | Relatório |     | Estádio: Arena Público: 17 739 Árbitro: Felipe Fernandes de Lima |  |

| 8 de maio 6º rodada | Cruzeiro                      | 1 - 0     | Grêmio | Belo Horizonte                                       |  |
| 16:00               | Rodrigo Ferreira 27' (contra) | Relatório |        | Estádio: Mineirão Árbitro: Flávio Rodrigues de Souza |  |

| 14 de maio 7ª rodada | Ituano             | 1 - 1     | Grêmio          | Itu                                                                             |  |
| 20:00                | Lucas Veloso 90+3' | Relatório | Diego Souza 48' | Estádio: Estádio Municipal Doutor Novelli Junior Árbitro: Savio Pereira Sampaio |  |

| 21 de maio 8ª rodada | Grêmio | 0 - 0     | Criciúma | Porto alegre                                                   |  |
| 19:00                |        | Relatório |          | Estádio: Arena Público: 10 824 Árbitro: Wilton Pereira Sampaio |  |

| 28 de maio 9ª rodada | Vila Nova | 0 - 0     | Grêmio | Goiânia                                                                          |  |
| 16:00                |           | Relatório |        | Estádio: Estádio Onésio Brasileiro Alvarenga Árbitro: Douglas Marques das Flores |  |

| 2 de junho 10ª rodada | Vasco da Gama | 0 - 0     | Grêmio | Rio de Janeiro                                                  |  |
| 20:00                 |               | Relatório |        | Estádio: Estádio Vasco da Gama Árbitro: Luiz Flávio de Oliveira |  |

| 7 de junho 11ª rodada | Grêmio                                      | 2 - 0     | Novorizontino | Porto Alegre                                                  |  |
| 21:30                 | Diego Souza 45+9' (pênalti) · Janderson 58' | Relatório |               | Estádio: Arena Público: 12 357 Árbitro: Savio Pereira Sampaio |  |

| 13 de junho 12ª rodada | Sport | 0 - 0     | Grêmio          | São Lourenço da Mata                                         |  |
| 20:00                  |       | Relatório | Kannemann 90+5' | Estádio: Arena de Pernambuco Árbitro: Wilton Pereira Sampaio |  |

| 18 de junho 13ª rodada | Grêmio                         | 2 - 0     | Sampaio Corrêa | Porto Alegre                                                         |  |
| 11:00                  | Diego Souza 36', 77' (pênalti) | Relatório |                | Estádio: Arena Público: 30 767 Árbitro: André Luiz de Freitas Castro |  |

| 23 de junho 14ª rodada | CSA         | 1 - 1     | Grêmio        | Maceió                                               |  |
| 21:30                  | Geovane 13' | Relatório | Janderson 46' | Estádio: Estádio Rei Pelé Árbitro: Ramon Abatti Abel |  |

| 28 de junho 15ª rodada | Grêmio   | 1 - 0     | Londrina | Porto Alegre                                                     |  |
| 19:00                  | Biel 14' | Relatório |          | Estádio: Arena Público: 11 791 Árbitro: Marielson Alves da Silva |  |

| 3 de julho 16ª rodada | Bahia | 0 - 0     | Grêmio | Salvador                                         |  |
| 16:00                 |       | Relatório |        | Estádio: Arena Fonte Nova Árbitro: Raphael Claus |  |

| 8 de julho 17ª rodada | Grêmio                         | 2 - 0     | Náutico | Porto Alegre                                                     |  |
| 21:30                 | Ferreira 43' · Bruno Alves 78' | Relatório |         | Estádio: Arena Público: 23 879 Árbitro: Braulio da Silva Machado |  |

| 16 de julho 18ª rodada | Grêmio                                                 | 3 - 0     | Tombense | Porto Alegre                                                     |  |
| 16:30                  | Diego Souza 14' (pênalti), 45' (pênalti) · Bitello 32' | Relatório |          | Estádio: Arena Público: 24 093 Árbitro: Marcelo de Lima Henrique |  |

| 19 de julho 19ª rodada | Brusque     | 1 - 1     | Grêmio      | Brusque                                                         |  |
| 19:00                  | Wallace 54' | Relatório | Bitello 49' | Estádio: Estádio Augusto Bauer Árbitro: Luiz Flávio de Oliveira |  |

Segundo turno
| 23 de julho 20ª rodada | Grêmio                       | 2 - 1     | Ponte Preta   | Porto Alegre                                                           |  |
| 16:30                  | Diego Souza 10' · Campaz 25' | Relatório | Wallisson 59' | Estádio: Arena Público: 43 687 Árbitro: Paulo Cesar Zanovelli da Silva |  |

| 26 de julho 21ª rodada | Chapecoense | 0 - 0     | Grêmio      | Chapecó                                                  |  |
| 18:30                  |             | Relatório | Bitello 30' | Estádio: Arena Condá Árbitro: Paulo Roberto Alves Junior |  |

| 5 de agosto 22ª rodada | Guarani           | 1 - 2     | Grêmio                    | Campinas                                                                   |  |
| 21:30                  | João Victor 90+5' | Relatório | Villasanti 19' · Biel 75' | Estádio: Estádio Brinco de Ouro da Princesa Árbitro: Savio Pereira Sampaio |  |

| 9 de agosto 23ª rodada | Grêmio                                                                       | 5 - 1     | Operário-PR            | Porto Alegre                                                  |  |
| 19:00                  | Campaz 45' · Diego Souza 52' · Biel 63' · Elkeson 90' · Reniê 90+3' (contra) | Relatório | Kalil 55' · Thales 83' | Estádio: Arena Público: 11 367 Árbitro: Bruno Arleu de Araujo |  |

| 13 de agosto 24ª rodada | CRB                                                           | 2 - 0     | Grêmio | Maceió                                                               |  |
| 20:30                   | Diogo Silva 8' (pênalti), 37' (pênalti) · Guilherme Romão 25' | Relatório |        | Estádio: Estádio Rei Pelé Árbitro: Vinicius Gonçalves Dias de Araújo |  |

| 21 de agosto 25ª rodada | Grêmio                          | 2 - 2     | Cruzeiro                                    | Porto Alegre                                                     |  |
| 16:00                   | Diego Souza 45+3' · Bitello 46' | Relatório | Henrique Luvannor 17' · Rafael da Silva 73' | Estádio: Arena Público: 51 618 Árbitro: Bráulio da Silva Machado |  |

| 26 de agosto 26ª rodada | Grêmio | 0 - 1     | Ituano         | Porto Alegre                                                         |  |
| 19:00                   |        | Relatório | Lucas Dias 87' | Estádio: Arena Público: 13 734 Árbitro: André Luiz de Freitas Castro |  |

| 30 de agosto 27ª rodada | Criciúma                                    | 2 - 0     | Grêmio | Criciúma                                                           |  |
| 21:30                   | Caio Dantas 12' · Rafael Bilú 86' (pênalti) | Relatório |        | Estádio: Estádio Heriberto Hülse Árbitro: Marcelo de Lima Henrique |  |

| 2 de setembro 28ª rodada | Grêmio                 | 2 - 1     | Vila Nova       | Porto Alegre                                                  |  |
| 21:30                    | Biel 3' · Thaciano 63' | Relatório | Matheuzinho 78' | Estádio: Arena Público: 13 775 Árbitro: Savio Pereira Sampaio |  |

| 11 de setembro 29ª rodada | Grêmio                     | 2 - 1     | Vasco da Gama | Porto Alegre                                          |  |
| 16:00                     | Bitello 10' · Thaciano 20' | Relatório | Léo Matos 4'  | Estádio: Arena Público: 50 886 Árbitro: Raphael Claus |  |

| 16 de setembro 30ª rodada | Novorizontino                     | 2 - 0     | Grêmio | Novo Horizonte                                     |  |
| 21:30                     | Douglas Baggio 24' · Bochecha 32' | Relatório |        | Estádio: Estádio Jorjão Árbitro: Ramon Abatti Abel |  |

| 20 de setembro 31ª rodada | Grêmio                                   | 3 - 0     | Sport | Porto Alegre                                                    |  |
| 19:00                     | Biel 51' · Lucas Leiva 59' · Bitello 73' | Relatório |       | Estádio: Arena Público: 24 668 Árbitro: Luiz Flávio de Oliveira |  |

| 30 de setembro 32ª rodada | Sampaio Corrêa                       | 2 - 1     | Grêmio      | São Luís                                                       |  |
| 19:00                     | Rafael Vila 15' · Gabriel Poveda 57' | Relatório | Elkeson 82' | Estádio: Estádio Governador João Castelo Árbitro: Rafael Traci |  |

| 4 de outubro 33ª rodada | Grêmio                            | 2 - 0     | CSA | Porto Alegre                                                    |  |
| 19:00                   | Lucas Leiva 13' · Diego Souza 20' | Relatório |     | Estádio: Arena Público: 13 999 Árbitro: Caio Max Augusto Vieira |  |

| 8 de outubro 34ª rodada | Londrina                   | 1 - 1     | Grêmio          | Londrina                                                 |  |
| 16:30                   | João Paulo 86' (pênalti) · | Relatório | Diego Souza 43' | Estádio: Estádio do Café Árbitro: Wilton Pereira Sampaio |  |

| 16 de outubro 35ª rodada | Grêmio            | 1 - 1     | Bahia             | Porto Alegre                                                    |  |
| 16:00                    | Thiago Santos 84' | Relatório | Lucas Mugni 45+4' | Estádio: Arena Público: 44 648 Árbitro: Luiz Flávio de Oliveira |  |

| 23 de outubro 36ª rodada | Náutico      | 0 - 3     | Grêmio                             | Recife                                                             |  |
| 16:00                    | Geuvânio 52' | Relatório | Bitello 26' (67) · Lucas Leiva 62' | Estádio: Estádio dos Aflitos Árbitro: Jefferson Ferreira de Moraes |  |

| 29 de outubro 37ª rodada | Tombense                                           | 2 - 2 | Grêmio                         | Muriaé                                                                 |  |
| 19:00                    | Elkeson 7' (pênalti) · Gabriel Silva 17' (pênalti) |       | Jean Lucas 29' · Renatinho 77' | Estádio: Estádio Soares de Azevedo Árbitro: Paulo Roberto Alves Junior |  |

| 3 de novembro 38ª rodada | Grêmio                                   | 3 - 0     | Brusque | Porto Alegre                                                         |  |
| 20:00                    | Guilherme 19' · Gabriel Silva 45+3', 65' | Relatório |         | Estádio: Arena Público: 16 688 Árbitro: Rodrigo José Pereira de Lima |  |

### Maiores públicos na Arena

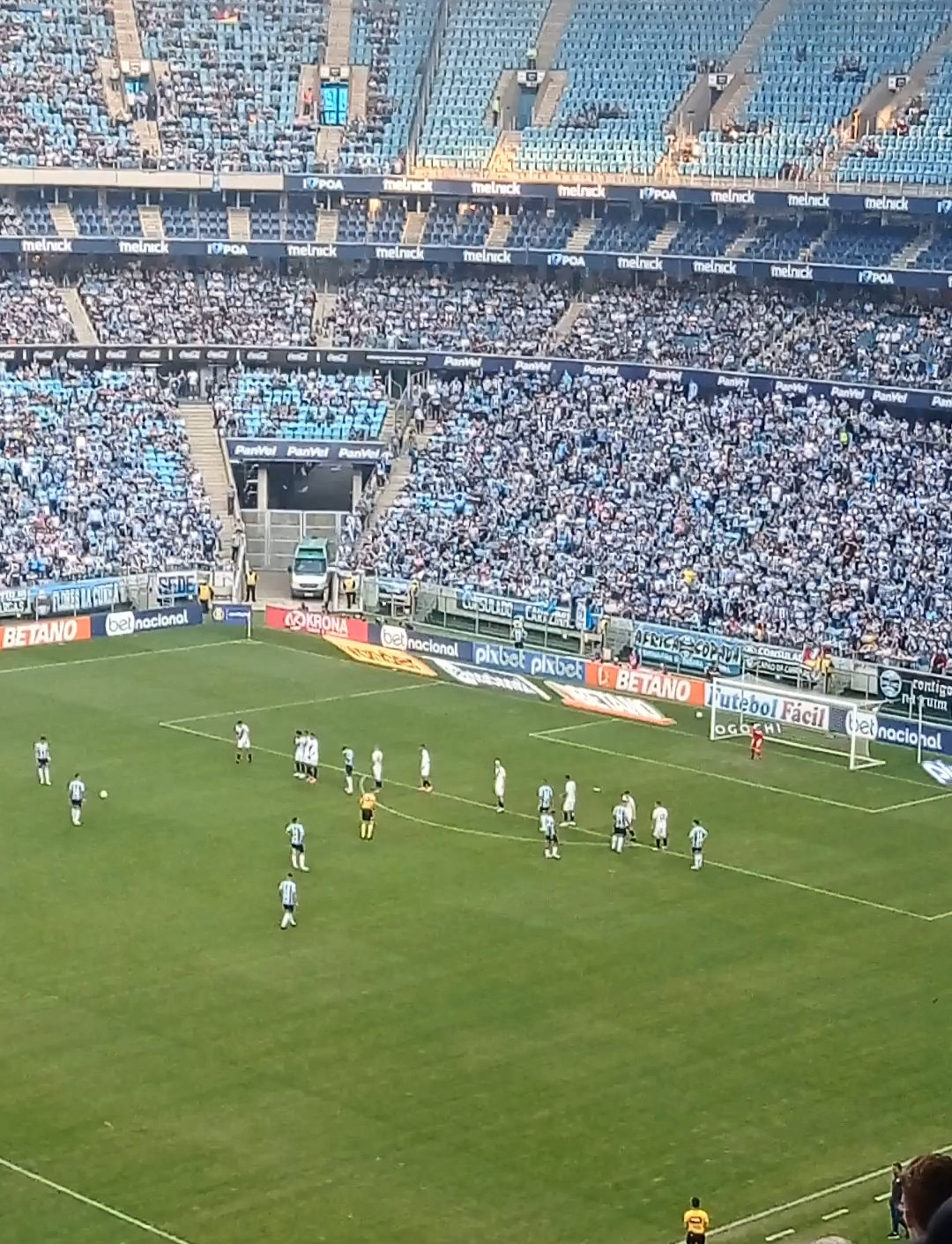
Grêmio × Ponte Preta, partida com o quinto maior público da Arena na temporada.

## Estatísticas

### Aproveitamento
| Competição                    | C/F   | Pts | J  | V  | E  | D | GP | GC | SG   | %     |
| Campeonato Gaúcho             | Casa  | 19  | 8  | 6  | 1  | 1 | 15 | 5  | +10  | 75%   |
| Campeonato Gaúcho             | Fora  | 11  | 7  | 3  | 2  | 2 | 9  | 5  | +4   | 42.9% |
| Campeonato Gaúcho             | Total | 30  | 15 | 9  | 3  | 3 | 24 | 10 | +14  | 60%   |
| Copa do Brasil                |       |     |    |    |    |   |    |    |      |       |
| Fora                          | 0     | 1   | 0  | 0  | 1  | 2 | 3  | -1 | 0%   |       |
| Total                         | 0     | 1   | 0  | 0  | 1  | 2 | 3  | -1 | 0%   |       |
| Recopa Gaúcha                 |       |     |    |    |    |   |    |    |      |       |
| Fora                          | 3     | 1   | 1  | 0  | 0  | 5 | 0  | +5 | 100% |       |
| Total                         | 3     | 1   | 1  | 0  | 0  | 5 | 0  | +5 | 100% |       |
| Campeonato Brasileiro Série B | Casa  | 45  | 19 | 14 | 3  | 2 | 37 | 10 | +27  | 73.7% |
| Campeonato Brasileiro Série B | Fora  | 20  | 19 | 3  | 10 | 5 | 12 | 15 | -3   | 15.8% |
| Campeonato Brasileiro Série B | Total | 65  | 38 | 17 | 14 | 7 | 50 | 26 | +24  | 44.7% |

### Artilheiros
| #   | Jogador        | Gauchão | Copa do Brasil | Recopa Gaúcha | Série B | Total |
| --- | -------------- | ------- | -------------- | ------------- | ------- | ----- |
| 1º  | Diego Souza    | 4       | 1              |               | 14      | 19    |
| 2º  | Bitello        | 2       |                |               | 8       | 10    |
| 3º  | Elias Manoel   | 5       |                |               | 2       | 7     |
| 4º  | Biel           |         |                |               | 5       | 5     |
| 5º  | Campaz         | 2       |                | 1             | 2       | 5     |
| 6º  | Janderson      | 2       |                | 1             | 2       | 5     |
| 7º  | Gabriel Silva  | 1       |                |               | 3       | 4     |
| 8°  | Bruno Alves    | 1       | 1              |               | 1       | 3     |
| 9º  | Elkeson        |         |                | 1             | 2       | 3     |
| 10° | Lucas Leiva    |         |                |               | 3       | 3     |
| 11º | Nicolas        | 2       |                |               |         | 2     |
| 12º | Rodrigues      | 2       |                |               |         | 2     |
| 13º | Villasanti     | 1       |                |               | 1       | 2     |
| 14° | Thaciano       |         |                |               | 2       | 2     |
| 15º | Ferreira       |         |                |               | 1       | 1     |
| 16° | Guilherme      |         |                |               | 2       | 2     |
| 17º | Jhonata Varela |         |                | 1             |         | 1     |
| 18º | Lucas Silva    | 1       |                |               |         | 1     |
| 19º | Ricardinho     |         |                | 1             |         | 1     |
| 20º | Rildo          | 1       |                |               |         | 1     |
| 21° | Thiago Santos  |         |                |               | 1       | 1     |

### Triplete(hat-trick)
| #  | Jogador     | Gols         | Partida              | Competição | Data        |
| -- | ----------- | ------------ | -------------------- | ---------- | ----------- |
| 1° | Diego Souza | 2', 40', 60' | Grêmio 3 - 1 Guarani | Série B    | 21 de abril |

### Doblete
| #  | Jogador       | Gols                         | Partida                     | Competição | Data          |
| -- | ------------- | ---------------------------- | --------------------------- | ---------- | ------------- |
| 1° | Elias Manoel  | 32', 54', pênalti'           | Grêmio 2 - 1 Caxias         | Gauchão    | 26 de janeiro |
| 2° | Diego Souza   | 36', 77', pênalti'           | Grêmio 2 - 0 Sampaio Corrêa | Série B    | 10 de junho   |
| 3° | Diego Souza   | 14', pênalti', 45', pênalti' | Grêmio 3 - 0 Tombense       | Série B    | 16 de julho   |
| 4° | Bitello       | 26', 67'                     | Náutico 0 - 3 Grêmio        | Série B    | 23 de outubro |
| 5° | Gabriel Silva | 45+3', 75'                   | Grêmio 3 - 0 Brusque        | Série B    | 3 de novembro |

### Maiores públicos na Arena[70][71]
| #   | Público total | Partida                          | Estádio         | Competição | Data            |
| --- | ------------- | -------------------------------- | --------------- | ---------- | --------------- |
| 1°  | 51.618        | Grêmio 2 - 2 Cruzeiro            | Arena do Grêmio | Série B    | 21 de agosto    |
| 2°  | 50.886        | Grêmio 2 - 1 Vasco da Gama       | Arena do Grêmio | Série B    | 11 de setembro  |
| 3°  | 44.648        | Grêmio 1 - 1 Bahia               | Arena do Grêmio | Série B    | 16 de outubro   |
| 4°  | 43.889        | Grêmio 2 - 1 Ypiranga de Erechim | Arena do Grêmio | Gauchão    | 2 de abril      |
| 5°  | 43.687        | Grêmio 2 - 1 Ponte Preta         | Arena do Grêmio | Série B    | 23 de julho     |
| 6°  | 33.837        | Grêmio 0 - 1 Internacional       | Arena do Grêmio | Gauchão    | 23 de março     |
| 7°  | 30.767        | Grêmio 2 - 0 Sampaio Corrêa      | Arena do Grêmio | Série B    | 18 de junho     |
| 8°  | 24.668        | Grêmio 3 - Sport                 | Arena do Grêmio | Série B    | 20 de setembro  |
| 9°  | 24.093        | Grêmio 3 - 0 Tombense            | Arena do Grêmio | Série B    | 16 de julho     |
| 10° | 23.879        | Grêmio 2 - 0 Náutico             | Arena do Grêmio | Série B    | 8 de julho      |
| 11° | 23.500        | Grêmio 0 - 1 Chapecoense         | Arena do Grêmio | Série B    | 15 de abril     |
| 12° | 22.649        | Grêmio 3 - 1 Guarani             | Arena do Grêmio | Série B    | 21 de abril     |
| 13° | 17.739        | Grêmio 2 - 0 CRB                 | Arena do Grêmio | Série B    | 30 de abril     |
| 14° | 16.688        | Grêmio 3 - 0 Brusque             | Arena do Grêmio | Série B    | 3 de novembro   |
| 15° | 13.999        | Grêmio 2 - 0 CSA                 | Arena do Grêmio | Série B    | 4 de outubro    |
| 16° | 13.775        | Grêmio 2 – 1 Vila Nova           | Arena do Grêmio | Série B    | 2 de setembro   |
| 17° | 13.734        | Grêmio 0 - 1 Ituano              | Arena do Grêmio | Série B    | 26 de agosto    |
| 18° | 12.357        | Grêmio 2 - 0 Novorizontino       | Arena do Grêmio | Série B    | 18 de junho     |
| 19° | 11.866        | Grêmio 1 - 1 Juventude           | Arena do Grêmio | Gauchão    | 13 de fevereiro |
| 20° | 11.791        | Grêmio 1 - 0 Londrina            | Arena do Grêmio | Série B    | 28 de junho     |
| 21° | 11.367        | Grêmio 5 - 1 Operário-PR         | Arena do Grêmio | Série B    | 9 de agosto     |
| 22° | 10.824        | Grêmio 0 - 0 Criciúma            | Arena do Grêmio | Série B    | 21 de maio      |
| 23° | 10.433        | Grêmio 4 - 0 São Luiz            | Arena do Grêmio | Gauchão    | 19 de fevereiro |
| 24° | 9.035         | Grêmio 2 - 1 São José-RS         | Arena do Grêmio | Gauchão    | 2 de fevereiro  |
| 25° | 8.599         | Grêmio 2 - 0 Guarany de Bagé     | Arena do Grêmio | Gauchão    | 6 de fevereiro  |
| 26° | 8.403         | Grêmio 2 - 0 Ypiranga de Erechim | Arena do Grêmio | Gauchão    | 12 de março     |
| 27° | 3.712         | Grêmio 2 - 1 Caxias              | Arena do Grêmio | Gauchão    | 26 de janeiro   |